# Irchansk
Irchansk (en ukrainien : Іршанськ ; en russe : Иршанск) est une commune urbaine de l'oblast de Jytomyr, en Ukraine. Sa population s'élevait à 6 447 habitants en 2021.

## Géographie
Irchansk est arrosée par la rivière Ircha et se trouve à 26 km au nord-est de Khorochiv, à 53 km au nord de Jytomyr et à 135 km à l'ouest de Kiev.

## Histoire
La fondation et le développement d'Irchanskt sont liés à l'existence d'une importante entreprise industrielle, le Combinat d'extraction et de traitement minier d'Irchansk (en ukrainien : Іршанського гірничо-збагачувального комбінату, Irchanskogo hirnytcho-zbahatchouvalnoho kombinatou), spécialisé dans le minerai d'ilménite, un important minerai de titane. Les premiers habitants de l'actuelle Irchansk arrivèrent sur place en 1953 et le village s'appela successivement « Kilomètre-11 » (distance jusqu'à la gare ferroviaire la plus proche), Tourtchynka et parfois Tytanohrad. Les dépôts d'ilménite sont situés dans un rayon de 6 à 21 km autour d'Irchansk. L'entreprise est une filiale de la société OAO Krymskyï Tytan d'Armiansk, en Crimée. Irchansk a le statut de commune urbaine depuis 1960.

## Population
Recensements (*) ou estimations de la population :
| 1970* | 1979* | 1989* | 2001* |
| ----- | ----- | ----- | ----- |
| 3 454 | 4 642 | 5 794 | 6 312 |

| 2010  | 2011  | 2012  | 2013  |
| ----- | ----- | ----- | ----- |
| 6 616 | 6 652 | 6 714 | 6 771 |

| 2021  | - | - | - |
| ----- | - | - | - |
| 6 447 | - | - | - |

## Transports
Irchansk se trouve à 75 km de Jytomyr par la route et à 69 km par le chemin de fer.